# Zuckuss
Zuckuss es un personaje del universo de Star Wars.
Zuckuss era un Caza-Recompensas de la especie de los Gand, que procedía del planeta del mismo nombre. En Gand el aire que respiraban sus habitantes era tóxico para la mayoría de las especies de otros mundos. Y por consiguiente el aire que había en la mayoría de los planetas era tóxico para la gente de Gand. Así Zuckuss llevaba cubriendo su rostro una máscara que protegía sus vías respiratorias.
Zuckuss hacía equipo con el androide 4-LOM y ambos colectaron muchas recompensas ganándose el privilegio de estar entre los mejores de su oficio. Cuando el halcón Milenario (Millenium Falcon) fue buscado por el imperio, Darth Vader llamó a los mejores caza-recompensas, entre los cuales estuvieron Boba Fett, Bossk, Dengar, IG-88, Zuckuss y 4-LOM. Esta difícil tarea fue finalmente terminada por Boba Fett.
En secreto, Zuckuss y 4-LOM eran miembros de la Alianza Rebelde. De haber sido ellos quienes consiguieran arrebatar de las manos de Fett a su preciado prisionero, se lo hubieran entregado a los miembros de la Alianza y no a Jabba, como era el objetivo de los otros.
- Datos: Q2244986